# Beaucamps-Ligny
Beaucamps-Ligny è un comune francese di 925 abitanti situato nel dipartimento del Nord nella regione dell'Alta Francia.

## Società

### Evoluzione demografica
Abitanti censiti